# Christopher Goffe
Christopher Goffe (fl. 1683-1691) fue un pirata y corsario activo en el Mar Rojo y el Caribe.

## Biografía
Thomas Henley partió de Boston hacia el Mar Rojo en 1683 junto a Thomas Woolerly y Christopher Goffe. Con éxito, regresaron al Caribe al año siguiente. En mayo de 1685, Goffe y Henley llegaron a las Bermudas con un barco neerlandés. El gobernador Coney intentó arrestar a Henley, pero sus propios ciudadanos y soldados se negaron a procesarlo y Coney se vio obligado a liberar a Henley. Aunque Henley tenía una comisión corsaria del gobernador Lilburne de las Bahamas, los gobiernos de Jamaica y Nueva York proclamaron públicamente que tanto Henley como Goffe eran piratas. Goffe fue lo suficientemente prolífico en el área que una pequeña isla recibió su nombre, conocida como Cayo Goff; otra isla cercana recibió el nombre del pirata Joseph Bannister.
Woolerly navegó a Nueva Providencia en junio de 1687 pidiendo reabastecimiento. Anunció que tenía a Goffe a bordo, ya que lo había acogido cuando necesitaba ayuda con urgencia. Debido a que Goffe había sido nombrado pirata, a Woolerly se le negó la entrada, a pesar de tener su propio encargo de Lilburne. En cambio, Woolerly se fue y navegó hasta la isla Andrews, donde quemó su barco, repartió su botín y compró otro barco para regresar a Nueva Inglaterra.
Goffe se dirigió a Boston y, “en un estado muy enfermo y débil”, pidió y recibió perdón por sus piraterías a finales de 1687. Tanto el como los miembros de la tripulación de Henley y otros admitieron haber sido piratas, pero no fueron procesados por falta de pruebas y testigos, y se les permitió quedarse con su tesoro.
En agosto de 1691, el gobernador de Massachusetts, Simon Bradstreet, le había encargado su servicio como corsario. Fue asignado a patrullar el Cabo Cod y Cabo Ann, donde se le asignó la tarea de traer a los piratas George Dew y Thomas Griffin. Estos últimos superaron al Swan de Goffe, navegando “a dos pies del nuestro”, y Goffe abandonó la persecución.